# USS Vincennes (CA-44)
Pour les autres navires du même nom, voir USS Vincennes.

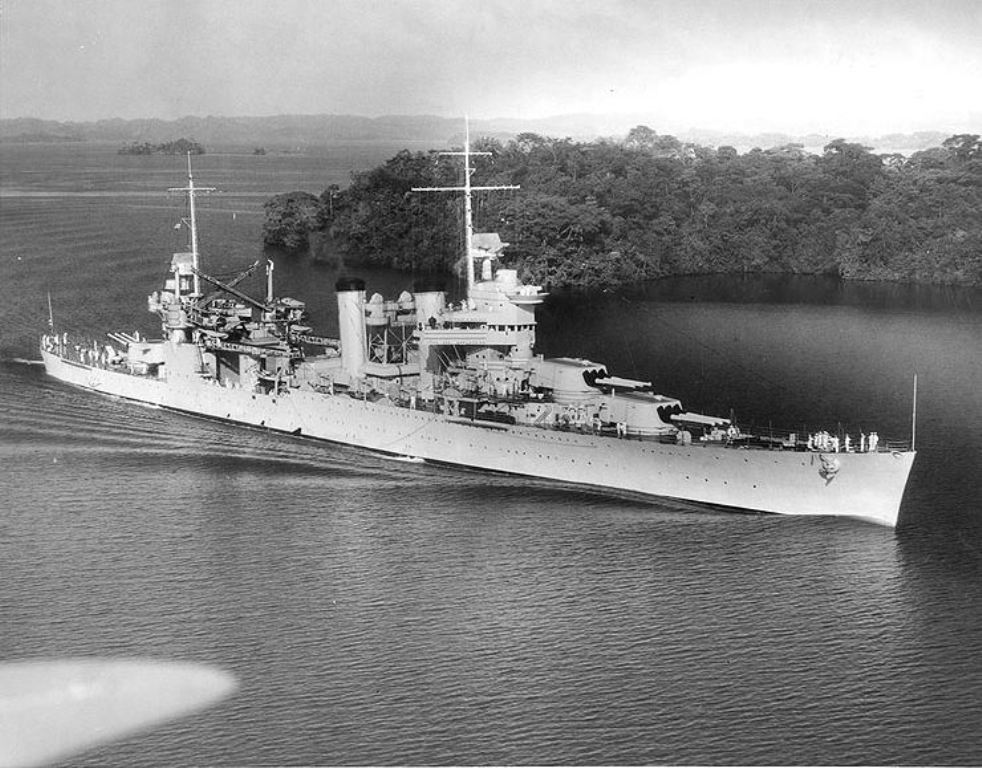
L'USS Vincennes dans le canal de Panama le 6 janvier 1938

L’USS Vincennes (CA-44) était un croiseur lourd de la Marine américaine de la classe New Orleans, coulé lors de la bataille de l'île de Savo dans la nuit du 8 au 9 août 1942. C'est le deuxième navire à porter ce nom de baptême.

Dégats sur l'USS Vincennes suite à son attaque par la flotte japonaise la nuit du 8 au 9 aout 1942

## Officiers commandants
- Capitaine Burton H. Green - Février 1937 – Janvier 1938
- Capitaine Lemuel M. Stevens - Janvier 1938 – Juillet 1939
- Capitaine John D. Beardall - Juillet 1939 – Avril 1941
- Capitaine Frederick Lois Riefkohl - Avril 1941 - Août 1942